# Feddan
Feddan (von arabisch فدان, DMG Faddān) ist ein arabisches Flächenmaß, das vornehmlich in Ägypten, Syrien und dem Sudan gebräuchlich ist.
- 1 Feddan = 24 Kirat = 4200 Quadratmeter = 0,42 Hektar[1]

Der Feddan  hatte zwei unterschiedliche Maße. Der gebräuchliche Feddan hatte
- allgemein 1 Feddan = 400 Quadrat-Kasab/Quadrat-Kussabeh[2] = 59,290 Aren (franz.),

der für die steuerliche Abgabenberechnung nur
- steuerlich 1 Feddan = 333 ⅓ Quadrat-Kasab = 44.591 Aren (franz.).
- Der Kasab wurde mit 6 ⅓ Pik Beledi gerechnet.

Verschiedene Feddan:
Es gab Feddani rumani (romanischer), Feddani islami (islamischer) und Feddani hiraß (Ackerfeddan).
- Feddani rumani war die Ackerfläche, die man mit (zwei) Ochsen in einem Tag (24 Stunden) bearbeitet hat.
- Feddani islami war die Ackerfläche, die man mit (zwei) Ochsen in einem Zwölf-Stunden-Tag bearbeitet hat.
- Feddani hiraß war die Ackerfläche, die man mit (zwei) Ochsen vom Morgen bis zum Mittag bearbeitet hat. Eine andere Bezeichnung war Feddani Ers oder Erdfeddan.